# Henry Edward Hibbs
Henry Edward Hibbs, més conegut com a Harry Hibbs, (Wilnecote, 27 de maig de 1906 - Hatfield, 23 d'abril de 1984) fou un futbolista i entrenador anglès dels anys 1920 i 1930.
Durant la seva etapa de futbolista defensà els colors del Birmingham durant una quinzena d'anys. El maig de 1924 signà un contracte professional amb el club, on compartí vestidor amb Frank Womack i Joe Bradford. En total disputà 389 partits amb el club. El 20 de novembre de 1929 disputà el seu primer partit amb la selecció anglesa enfront Gal·les a Stamford Bridge (amb victòria anglesa per 6-0 i un hat-trick de George Camsell). Hibbs fou el substitut a la selecció de Sam Hardy, que s'havia retirat el 1920.
Un cop retirat Hibbs fou entrenador del Walsall durant set anys, des de 1944 a 1951.
El 1998 fou escollit per la Football League a la llista de les 100 llegendes del futbol anglès.